# Wangsimni-dong
Wangsimni-dong (koreanska: 왕십리동) är en stadsdel i stadsdistriktet Seongdong-gu i Sydkoreas huvudstad Seoul. Den administrativa stadsdelen heter Wangsimni 2-dong. Wangsimni 1-dong slogs 2008 samman med Doseon-dong och bildade Wangsimnidoseon-dong.  